# Parafia św. Katarzyny Aleksandryjskiej w Dobrzeniu Wielkim

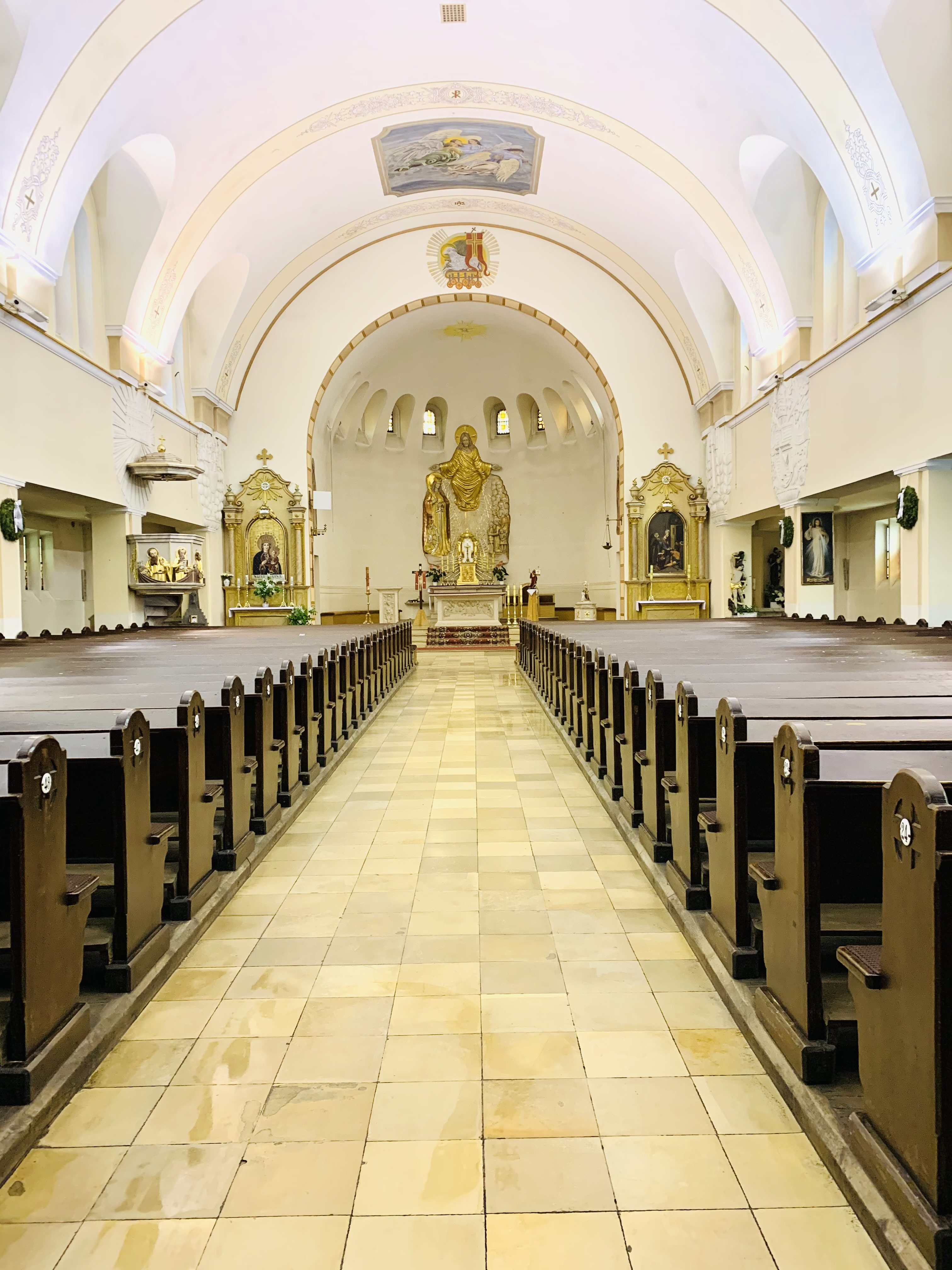
Nawa główna kościoła pw. św. Katarzyny Aleksandryjskiej

Parafia św. Katarzyny Aleksandryjskiej – rzymskokatolicka parafia położona przy ulicy Opolskiej 5 w Dobrzeniu Wielkim. Parafia należy do dekanatu Siołkowice w diecezji opolskiej.

## Historia parafii
Parafia została utworzona w 1810 roku. Kościół parafialny został wybudowany w 1842 roku, obecnie spełnia rolę kościoła pielgrzymkowego. Nową świątynię wybudowano w latach 1933–1934. Konsekracji kościoła dokonał kardynał A. Bertram, dnia 4 października 1934 roku.
Proboszczem parafii jest ks. Jan Polok.

## Zasięg parafii
Parafię zamieszkuje 4150 osób, zasięgiem duszpasterskim obejmuje ona miejscowości:
- Dobrzeń Wielki,
- Dobrzeń Mały,
- Brzezie,
- Otok.

### Inne kościoły, kaplice i domy zakonne
- kościół filialny św. Rocha w Dobrzeniu Wielkim,
- kaplica w klasztorze Sióstr Pielęgniarek według III Reguły św. Franciszka,
- kaplica pw. św. Franciszka w Dobrzeniu Wielkim,
- dom zakonny Zgromadzenia Sióstr Pielęgniarek według III Reguły św. Franciszka w Dobrzeniu Wielkim.

### Szkoły i przedszkola
- Liceum Ogólnokształcące w Dobrzeniu Wielkim,
- Publiczne Gimnazjum w Dobrzeniu Wielkim,
- Publiczna Szkoła Podstawowa nr 1 w Dobrzeniu Wielkim,
- Publiczna Szkoła Podstawowa nr 2 w Dobrzeniu Wielkim,
- Publiczna Szkoła Podstawowa w Dobrzeniu Małym,
- Publiczne Przedszkole w Dobrzeniu Wielkim,
- Publiczne Przedszkole w Brzeziu,
- Przyzakonne Przedszkole Sióstr Franciszkanek Szpitalnych w Dobrzeniu Małym[2].

## Duszpasterze

### Proboszczowie
- ks. Hubert Nieborowski (1939–1946)
- ks. Wiesław Dlopolski	(1946)
- ks. Antoni Duczek (10.08.1946-lipiec 1952)
- ks. Jan Kilian SVD (07.1952-14.11.1953)
- ks. Kazimierz Bochenek (14.11.1953-19.09.1971)
- ks. Helmut Kraik (19.09.1971-22.12.1995)
- ks. Jan Polok (5.02.1996-nadal)

### Wikariusze
- ks. Karl Schaffner (1944-jesień 1945)
- ks. Kazimierz Kowal (29.08.1955-09.08.1957)
- ks. Rudolf Böhm (09.08.1957-23.06.1959)
- ks. Józef Marfiany (23.06.1959-04.10.1962)
- ks. Antoni Sokół (04.10.1962-17.09.1965)
- ks. Manfred Słaboń (17.09.1965-05.08.1968)
- ks. Alfons Szubert (03.08.1968-18.01.1972)
- ks. Jerzy Pielka (27.05.1972-07.02.1973)
- ks. Joachim Rzotki (07.02.1973-12.06.1974)
- ks. Marian Wanke (12.06.1974-05.01.1977)
- ks. Michał Przyszlak (10.01.1977-29.05.1978)
- ks. Włodzimierz Dębosz (26.06.1978-11.06.1979)
- ks. Henryk Porwol (11.06.1979-28.08.1981)
- ks. Edward Góral (28.08.1981-22.08.1983)
- ks. Jan Bart (22.08.1983-23.08.1984)
- ks. Ryszard Sander (23.08.1984-grudzień 1984)
- ks. Zbigniew Żukiewicz (28.08.1985-27.08.1986)
- ks. Marian Piotrowski (27.08.1986-15.09.1989)
- ks. Witold Walusiak (26.08.1989-28.08.1993)
- ks. Joachim Otinger (28.08.1993-01.09.1993)
- ks. Krystian Burczek (01.09.1993-22.08.1994)
- ks. Bernard Mocia (22.08.1994-23.08.1998)
- ks. Marian Kluczny (18.08.1998-16.08.2001)
- ks. Rafał Cudok (19.08.2001-19.08.2004)
- ks. Piotr Ochoński (19.08.2004-24.08.2009)
- ks. Mariusz Wajman (24.08.2009-23.08.2012)
- ks. Tadeusz Dziedzic (23.08.2012-25-08.2015)[3].
- ks. Kamil Bania (25.08.2015-28.08.2019)[4]
- ks. Rafał Kurek (28.08.2019-2021)[4]
- ks. Michael Muskała (2021-2022)
- ks. Wojciech Kuzyszyn (od 2022)

## Grupy parafialne
- Ministranci,
- Dzieci Maryi,
- Schola,
- III zakon św. Franciszka,
- Czciciele św. Jadwigi,
- Zespół „Soli Deo”[3].
- Chór Cantiamo